# Genō
Genō (japanska: 元応?, Gen'ō), 1319–1321, är en period i den japanska tideräkningen. Kejsare var Go-Daigo och shogun Morikuni Shinnō.
Namnet på perioden är hämtat från ett citat ur I Ching. Perioden inleds i samband med kejsare Go-Daigos tillträde och kännetecknas av en regeringskris.